# 的士速递
《終極殺陣》（法語：Taxi）是一部于1998年上映的法国动作喜剧片，由吉拉尔·皮雷导演，盧·貝松担任编剧。

## 剧情
丹尼尔在法国马赛生活，是一位技术高超、无视警察和法律的车手，与女友莉莉相爱。他原本在乔氏披萨店当外卖员，在完成最后一次时间挑战赛后即离职，改开计程车维生。其驾驶的计程车是一辆表面普通的1997年标致406，但经过高性能改造可变身成一辆竞速载具，时速达每小时306公里。丹尼尔在一次载客赶路机场之时引起警察的注意，让对方无计可施。
丹尼尔之后在另一次接客的时候帮助并认识和蔼的年老妇女卡蜜儿，她与儿子埃米利安同住。埃米利安是一位马赛警督，对外称自己在IBM工作以掩人耳目，但办事菜鸟，考了八次驾考都未能通过，在工作上也不受同事待见，包括他的暗恋对象、身为警长的佩特拉。此时吉尔伯特局长开会称，一队来自德国的抢劫团伙在荷兰、意大利与比利时洗劫多家银行，喜好在每次抢劫前透露地点信息；该团伙常驾驶红色梅赛德斯-奔驰500E作为脱身载具，故得名“奔驰帮”。他们现来到马赛实施抢劫计划，吉尔伯特令手下布局埋伏，但埃米利安却间接引起大型车祸现场，得以让劫匪顺利逃脱，还让警方陷入与本国部长的护送队伍交战的尴尬局面。
埃米利安后来在家中结识丹尼尔，并让后者载他去警局一程。丹尼尔在未知其真实身份的情况下秀着他的车技，埃米利安一到目的地即亮出警察证将其拘留并扣留其驾照。但埃米利安也道出他在对付奔驰帮的难题和工作上的苦衷，遂让丹尼尔协助他侦破这个棘手大案以拿回驾照。在查看奔驰帮的档案时，丹尼尔根据经验认出照片中脱身载具的轮胎，是来自当地唯一的德籍技工克鲁格开设的修车厂。他们到场蹲点监视，果然在深夜目击奔驰帮，但次日埃米利安与丹尼尔进入车厂准备调查时，克鲁格一行人突然与两人交火并趁机逃走。回到埃米利安的家，丹尼尔帮忙载其母卡蜜儿去医院取药，埃米利安则在家烧水和看电影，并在电影中得到灵感，旋即赶回警察局向吉尔伯特建议用枪把追踪器打在奔驰帮的车上以监视动向。警方在后续的行动中用上这一方法，虽然初步见效，但奔驰帮在逃脱的过程中将车子的红漆喷成银色，车上的追踪器亦被新车漆覆盖，收不到追踪信号的埃米利安再次失败。而且埃米利安在出家门的时候忘了关火，家里已被烧成废墟，现在他与母亲只能在丹尼尔家暂住。埃米利安在此窘境下把驾照还予丹尼尔，以示互不相欠，但丹尼尔最终决定继续帮助他。
埃米利安在之后遇见佩特拉时提出一个猜想，即奔驰帮是空手出银行，赃款还留在里面并由其他途径取走。另一边厢，奔驰帮已顺利逃过警方的路边盘查，并收买银行里一位清洁工，以其妻为要挟让他去银行取出赃款，这与埃米利安的猜测不谋而合。在接下来的调查中，丹尼尔告诉埃米利安，奔驰帮定是在一辆卡车里换上速干漆。他随后联系一位老友证实说法，并得知这帮人在当地的赛车场活动。两人到场刺探底细，故意让奔驰帮与其竞速并取得胜利。回到警察局，丹尼尔开始协助制定抓捕计划，还鼓励埃米利安大胆追求佩特拉，两人逐渐成为好友。为顺利实施计划，埃米利安偷偷复制20把交通灯密钥，借走对等数量的对讲机并为丹尼尔开了一条无线电线路，丹尼尔则联系曾经披萨店的同事一齐协助以控制交通灯。此时奔驰帮干完最后一笔，沉浸在胜利之中，丹尼尔与埃米利安来到他们面前，再次鼓动其来一场街头竞速，一切按计划进行。在多方帮助下，丹尼尔最终成功将奔驰帮引至未完工的断桥上，对方两头受困，只得束手就擒。
丹尼尔与埃米利安因缉捕奔驰帮受到官方嘉奖，埃米利安也开始与佩特拉约会。丹尼尔则在事后参加法国大奖赛，但驾驶的方程式3000赛车却由马赛警察赞助，这令他颇为不悦。

## 演员
- 沙米·納西利 飾 丹尼尔（Daniel Morales）
- 弗雷德里克·迪芬塔尔（英语：Frédéric Diefenthal） 飾 埃米利安（Émilien Coutant-Kerbalec）
- 瑪莉詠·柯蒂亞 飾 莉莉（Lilly Bertineau），丹尼尔的女朋友
- 艾玛·索伯格（英语：Emma Sjöberg） 飾 佩特拉（Petra），埃米利安的同事兼暗恋对象
- 伯纳尔·法西（英语：Bernard Farcy） 飾 吉尔伯特局长（Gérard Gibert）
- 理查德·塞梅尔（英语：Richard Sammel） 飾 奔驰帮首领
- 爱德华·蒙多特（英语：Edouard Montoute） 飾 阿兰（Alain Trésor），埃米利安的同事
- Manuela Gourary（法语：Manuela Gourary） 飾 卡蜜儿（Camille Coutant-Kerbalec），埃米利安的母亲

## 制作

### 发展
吕克·贝松早在1996年就有关于《的士速递》的构想，但他当时正忙于执导电影《第五元素》，遂决定只负责该片的制片工作。贝松最初把本片的概念和想法介绍给他常合作的高蒙电影公司，但公司方对此片没有信心并拒绝了他的发行请求。贝松随后找到他的朋友，同时也是小型制片公司ARP的负责人的Michèle Pétin与Laurent Pétin来商谈发行事宜并最终达成协议，贝松随即开始寻找导演人选。贝松考虑的吉拉尔·皮雷跟他熟识多年，但那时皮雷已有十五年没执导过一部电影。而皮雷在此期间一直在为各公司，尤其是为标致汽车拍摄电视广告，也正因此让他被认为更适任《的士速递》导演一职。另外，影片背景由于预算原因被设在南部城市马赛，敲定的演员人选在当时大多并不出名。制片方曾与有更高知名度的演员洽谈出演该片，但均被回绝。在制片过程中，一些新晋演员亦曾以该片“更能容易吸引年轻一代观众，也是对未来电影的一次押注”等理由说服诸如Canal+公司为该片投资。

## 回响
本片票房非常成功，全球票房达2亿美金。

## 获奖提名
在1999年的第24届凯撒电影奖中，《的士速递1》获得提名：
- 最佳导演奖：吉拉尔·皮雷
- 最佳影片奖
- 最佳音效奖
- 最佳男新人奖：沙米·納西利（Samy Naceri）
- 最佳女新人奖：瑪莉安·歌迪雅

## 续集及延伸作品
- 《的士速递2》（2000年）
- 《終極殺陣3》（2003年）
- 《終極殺陣：最後衝刺》（2007年）
- 《終極殺陣5》（2018年）
- 《計程車女王（英语：Taxi (2004 film)）》（2004年），根据法国版第一部作品翻拍的同名美国電影，由20世纪福克斯发行，皇后·拉蒂法、吉米·法伦和吉赛尔·邦辰领衔主演。本片背景设在美国纽约，司机及抢劫团伙皆由女性出演，但总体剧情与原版无异。
- 《布鲁克林计程车》（2018年），描写横跨美、法两国的动作喜剧电视连续剧，以《的士速递》为基础改编而来。